# 競馬中継 (NETテレビ)
競馬中継（けいばちゅうけい） > 競馬中継 (NETテレビ)
本項では、テレビ朝日がNETテレビ（日本教育テレビ）として開局した1959年から1985年頃にかけて放送された中央競馬（関東）と地方競馬中継番組について記述していく。

## 概要
開局当初は中央競馬においては東京競馬場開催分のみ中継し中山競馬場開催分はフジテレビが中継していた。
その後、関西では京都競馬場・阪神競馬場開催分とも関西テレビが放送していたこともあり関東でも関西テレビと同じ系列であるフジテレビに統一することになり、1962年には自社制作での中央競馬の中継を終了した。ただし、フジテレビが中継しない土曜日についてはテレビ朝日への改名後を含め、北海道テレビ放送から『HTB土曜競馬中継』をネット受けしたことがあった。
地方競馬においては1960年代から大井競馬場にて中継を始めるようになり東京盃（1972年にNET盃として施行）や帝王賞、東京大賞典などの重賞レースを数多く中継した。
1985年頃にテレビ朝日での競馬中継放送は終了したが、その後はテレビ神奈川・千葉テレビ→東京MXテレビに中継放送が引き継がれている。

## 解説者
- 吉川一二郎
- 塩崎利雄
- 山口正之

ほか

## 実況アナウンサー
- 舟橋慶一
- 山崎正
- 石橋幸治
- 古舘伊知郎

ほか

## アシスタント
- 長田渚左
- 西田百合子
- 小宮悦子

ほか